# Ленс Хенриксен
Ленс Џејмс Хенриксен (енгл. Lance James Henriksen; рођен 5. маја 1940. на Менхетну, Њујорк) је амерички глумац, гласовни глумац и уметник. Хенриксен је, познат по својим улогама у научној фантастици, акцији и хорор филмовима, као што су андроид Бишоп у филмовима Осми путник 2, Осми путник 3 и првом делу франшизе, детектив Хал Вуковић у филму Терминатор, Предсказање 2: Демијан, као Френк Блек у Фоксовој телевизијској серији Миленијум, као Џон Милтон у филму Врисак 3 поред многих. Хенриксен је и гласовни глумац који је дао глас горили Керчак у филму Волт Дизни Фичур Анимејшон 1999. Тарзан и Адмирал Флоте Стивен Хекет у Бајо Вер Мас Ефект трилогији видео игрица. Добитник је две награде "Сатурн", од тога једне за животно дело, а друге за најбољу споредну мушку улогу и номинован је за награду "Сателит" и три "Златна глобуса".